# Ла Флорида, Ла Каноа (Сан Бартоло Тутотепек)
Ла Флорида, Ла Каноа (шп. La Florida, La Canoa) насеље је у Мексику у савезној држави Идалго у општини Сан Бартоло Тутотепек. Насеље се налази на надморској висини од 960 м.

## Становништво
Према подацима из 2010. године у насељу је живело 5 становника.

### Хронологија
| Година       | 2000         | 2005       | 2010 |
| ------------ | ------------ | ---------- | ---- |
| Становништво | 25 (13 / 12) | 13 (7 / 6) | 5    |

### Попис
| # | Индикатор                     | Вредност |
| - | ----------------------------- | -------- |
| 1 | Укупно домаћинстава           | 3        |
| 2 | Укупно насељених домаћинстава | 2        |
| 3 | Величина локације             | 1        |